# Iñigo Idiakez
Iñigo Idiakez Barkaiztegi (né le 8 novembre 1973 à Saint-Sébastien au Pays basque) est un joueur de football espagnol, qui évoluait au poste de milieu de terrain, avant de devenir entraîneur.

## Palmarès
Espagne espoirs
- Euro espoirs :
  - Finaliste : 1996.